# Итапоранга-д’Ажуда
Итапоранга-д’Ажуда (порт. Itaporanga d'Ajuda)  —  муниципалитет в Бразилии, входит в штат Сержипи. Составная часть мезорегиона Восток штата Сержипи. Входит в экономико-статистический  микрорегион Эстансия. Население составляет 28 714 человека на 2005 год. Занимает площадь 757,28 км². Плотность населения — 26,4 чел./км².
Праздник города —  28 марта.

## История
Город основан 28 марта 1854 года. 

## Статистика
- Валовой внутренний продукт на 2004 составляет 263.078.000,00 реалов (данные: Бразильский институт географии и статистики).
- Валовой внутренний продукт на душу населения на 2004 составляет 9.162,01 реалов (данные: Бразильский институт географии и статистики).
- Индекс развития человеческого потенциала на 2000 составляет 0,638 (данные: Программа развития ООН).

## География
Климат местности: тропический.